# Holger Becker

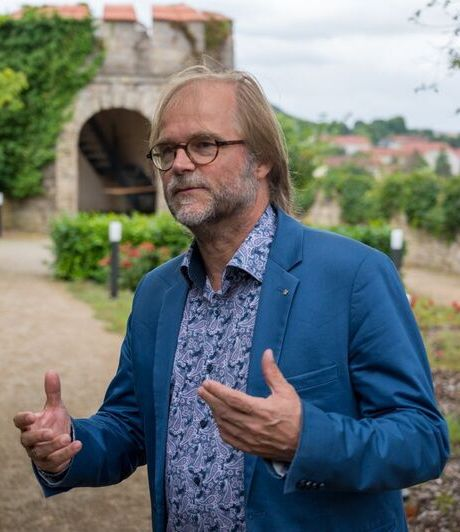
Holger Becker (2021)

Holger Becker (* 15. Juli 1964 in Kusel) ist ein deutscher Politiker (SPD), Unternehmer und Physiker. Er war von 2021 bis 2025 Mitglied des Deutschen Bundestags.

## Biografie
Holger Becker wurde am 15. Juli 1964 in Kusel geboren. Er machte 1983 das Abitur am staatlichen Gymnasium Kusel und leistete zwei Jahre lang Zivildienst im Altenwohn- und Pflegeheim der Arbeiterwohlfahrt Saarbrücken. Nach abgeschlossenem Studium der Physik an der Universität Heidelberg promovierte er 1995 an selbiger Universität zum Thema Reflektierte Oberflächenwellen: eine neue Methode in der Sensorik. Seit 2007 fungiert er als Mitbegründer und Wissenschaftlicher Leiter seines Unternehmens microfluidic ChipShop GmbH in Jena.
Holger Becker ist verheiratet und hat drei Kinder.

## Politische Laufbahn

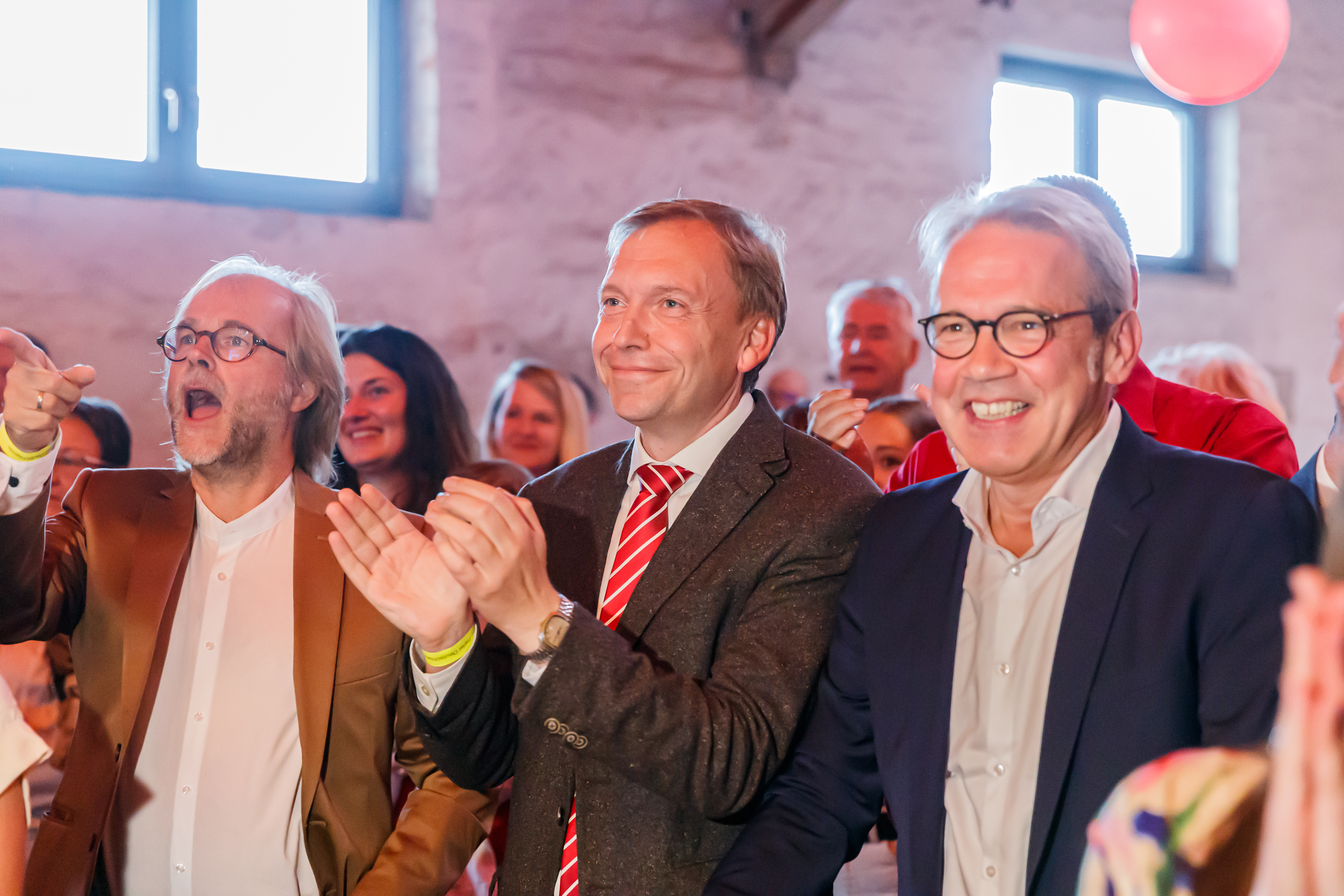
Von links: Holger Becker, Matthias Hey und Georg Maier bei der Wahlparty der SPD Thüringen zur Bundestagswahl 2021

Nach seiner Wahl zum Ortsteilbürgermeister von Jena-West im Jahr 2013 und seiner Wiederwahl im Jahr 2019 kandidierte Becker 2021 für den deutschen Bundestag. Er gewann in seinem Wahlkreis Bundestagswahlkreis Jena – Sömmerda – Weimarer Land I das Direktmandat mit 20,1 % der Stimmen. Im Bundestag vertritt er die Fraktion in den Ausschüssen für „Bildung, Forschung und Technologiefolgenabschätzung“ und „Digitales“ als ordentliches Mitglied sowie im Ausschuss für „Ernährung und Landwirtschaft“ als stellvertretendes Mitglied.
Am 17. Februar 2022 wurde Becker in den Senat der Helmholtz-Gemeinschaft Deutscher Forschungszentren gewählt.
Bei der Bundestagswahl 2025 kandidierte Becker erneut im Bundestagswahlkreis Jena – Sömmerda – Weimarer Land I sowie auf Listenplatz 3 der Landesliste der SPD Thüringen. Bei der Wahl am 23. Februar 2025 konnte Becker mit 11,7 Prozent der Erststimmen sein Direktmandat nicht verteidigen, welches stattdessen vom Kandidaten der AfD gewonnen wurde. Da die SPD Thüringen lediglich zwei Mandate erzielte, genügte auch Beckers Listenplatz 3 nicht für einen Wiedereinzug in den Deutschen Bundestag.

## Wissenschaftliche Tätigkeit
Becker forscht seit den frühen 1990er Jahren an sogenannten Lab-on-a-chip devices, welche die Funktionalität eines makroskopischen Labors auf polymere Kunststoffsubstrate unterbringt. Der Schwerpunkt liegt dabei auf der Fabrikationsoptimierung der Chips und der Verwendbarkeit von alternativen Polymeren zur Prozessoptimierung. Seine Ergebnisse haben maßgeblich dazu beigetragen, dass die Fabrikation auf Basis von Glas durch Kunststoffpolymere abgelöst wurde.
Er hat mehr als 150 Fachbeiträge, mehrheitlich zum Thema der polymeren mikrofluiden Chips, in wissenschaftlichen Fachzeitschriften und Konferenzen veröffentlicht. Diese wurden seit Veröffentlichung mehr als 7.400 Mal zitiert (Stand 2021).
2004 wurde er mit der Firma IIP-Technologies für den Deutschen Gründerpreis in der Kategorie "Visionär" nominiert. Die Royal Society of Chemistry berief ihn 2012 in das Editorial Board der Fachzeitschrift "Lab in a Chip" und ernannte ihn 2014 zum Fellow. Im Jahr 2017 wurde ihm von der Deutschen Physikalischen Gesellschaft die Ehrennadel für sein besonderes Engagement im Verband, insbesondere als langjähriger Vorsitzender des Arbeitskreises „Industrie und Wirtschaft“ verliehen.

## Mitgliedschaften
Holger Becker ist Mitglied der überparteilichen Europa-Union Deutschland, die sich für ein föderales Europa und den europäischen Einigungsprozess einsetzt.